# Cryptospiza shelleyi
L'astro montano di Shelley (Cryptospiza shelleyi Sharpe, 1902) è un uccello passeriforme della famiglia degli Estrildidi.
Deve il suo nome scientifico (nonché quello nome comune) al geologo ed ornitologo britannico George Ernest Shelley.

## Distribuzione ehabitat
Si tratta di una specie endemica della porzione orientale della Rift Valley a cavallo fra il Congo (parco nazionale di Kahuzi-Biega e zone montuose ad ovest del lago Kivu), l'Uganda (catena del Ruwenzori e monti Virunga), il Ruanda (foreste di Makwa e Mukura) ed il Burundi.
L'habitat di questi uccelli è costituito dalle foreste montane (fra i 1500 ed i 3400 m di quota) con presenza di folto sottobosco: essi possono essere osservati anche nelle foreste secondarie con presenza di radure erbose e nelle foreste di bambù.

## Descrizione

### Dimensioni
Con una lunghezza corporea di 14 cm, l'astro montano di Shelley rappresenta la specie di maggiori dimensioni nell'ambito del proprio genere di appartenenza.

### Aspetto
Si tratta di uccelli dall'aspetto massiccio, muniti di un forte becco conico e di ali e coda piuttosto corte in rapporto alle dimensioni.

La colorazione di testa, petto, fianchi è ventre è giallo-verdastra, con tendenza a sfumare nell'arancio su basso ventre e sottocoda: coda e remiganti sono nere. Nel maschio è presente un'estesa area di colore rosso cremisi che comprende la parte superiore della testa, nuca, dorso, ali e codione, e che invece nella femmina si limita alla zona alare e al dorso. In ambedue i sessi il becco è di colore rosso con tendenza a scurirsi verso la punta, gli occhi sono bruno-rossicci, le zampe sono di colore carnicino-grigiastro.

## Biologia
Si tratta di uccelli diurni ed assai schivi, che vivono da soli o in coppie: in alcuni casi possono associarsi a specie congeneri, come l'astro montano di Jackson. Passano la maggior parte del tempo al suolo o nei pressi di esso alla ricerca di cibo, pronti a nascondersi nel folto della vegetazione al minimo segnale di pericolo.

### Alimentazione
L'astro montano di Shelley si nutre principalmente di piccoli semi di graminacee, preferendo quelli ancora immaturi: integra inoltre la propria dieta con bacche, frutta, germogli ed invertebrati di piccole dimensioni.

### Riproduzione
Finora non sono ancora stati osservati nidi appartenenti a uccelli di questa specie: tuttavia, si pensa che la riproduzione ricalchi per modalità e tempi quella degli altri estrildidi.

## Conservazione
In virtù della sua naturale rarità e dell'areale di diffusione molto frammentato e minacciato dalla pressione antropica e dalla deforestazione, l'astro di Shelley viene classificato come vulnerabile dallo IUCN, in quanto si stima la popolazione mondiale di questi uccelli come compresa fra i 2500 ed i 10000 esemplari.